# Telince
Telince (Hongaars: Tild) is een Slowaakse gemeente in de regio Nitra, en maakt deel uit van het district Nitra.
Telince telt 385 inwoners.
De gemeente was voor de tweede wereldoorlog vrijwel geheel Hongaarstalig, tegenwoordig zijn de Hongaren de belangrijkste minderheid.